# La Haye-de-Calleville

La Haye-de-Calleville este o comună în departamentul Eure, Franța. În 1 ianuarie 2022 avea o populație de 252 de locuitori.